# Pozioni esplosive
Pozioni esplosive è un gioco da tavolo di Lorenzo Silva, Andrea Crespi e Stefano Castelli pubblicato nel 2015 dalla Horrible Games dove i giocatori impersonano apprendisti maghi e streghe alle prese con la preparazioni di pozioni magiche ognuna delle quali darà al giocatore degli effetti che possono essere usati durante il gioco e punti vittoria sia al completamento della pozione che nell'uso delle stesse in combinazioni tra loro.

## Il gioco
All'inizio del gioco si dispongono in un "dispenser" le biglie di quattro colori differenti (blu, rosso, nero e giallo) che rappresentano gli ingredienti per la composizione delle pozioni magiche e vengono distribuiti ai giocatori le plance di gioco a forma di banco da chimico composto da due becchi di Bunsen dove posizionare le pozioni in lavorazione e una beuta che servirà come scorta per gli ingredienti in eccesso. Ad ogni turno il giocatore sceglie le pozioni che vorrà comporre ed inoltre sceglierà un ingrediente dal dispenser cercando di far scontrare biglie dello stesso colore precedentemente separate dalla biglia scelta. In questo caso viene innescata l'esplosione che permetterà al giocatore di prendere tutte le biglie coinvolte. Se alla rimozione di questi ingredienti si verificasse un'ulteriore esplosione, il giocatore potrà prendere anche questi ultimi e così per eventuali successive esplosioni. Gli ingredienti così ottenuti andranno posizionati sulle pozioni scelte facendo corrispondere il colore della biglia a quello del foro sulla pozione. Durante il gioco è possibile chiedere un aiuto prendendo un apposito gettone che alla fine del gioco darà una penalità di due punti e che permette di prendere una biglia aggiuntiva che però non permetterà di beneficiare di eventuali esplosioni. Al riempimento di tutti i fori della pozione corrisponde il completamento della stessa che varrà un certo numero di punti e una abilità che potrà essere sfruttata durante la propria fase di gioco. Inoltre il completamento di tre pozioni dello stesso tipo o di cinque diverse tra loro darà la possibilità al giocatore di ottenere una tesserà abilità del valore di quattro punti. Il gioco termina all'assegnazione dell'ultima tessera abilità (il numero complessivo di queste tessere varia con il numero di giocatori) e il giocatore con il maggior punteggio è il vincitore.

## Premi e riconoscimenti
Il gioco ha vinto i seguenti premi e avuto i seguenti riconoscimenti:
- 2016
  - Gioco dell'Anno: vincitore[2];
  - Juego del Año: gioco raccomandato[3];